# Gregorio del Pilar
Gregorio del Pilar y Sempio (Bulacan, 14 novembre 1875 – Tirad Pass, 2 dicembre 1899) è stato un generale filippino.
Fu tra i più giovani generali delle Forze Rivoluzionarie Filippine durante la Rivoluzione filippina contro gli spagnoli e quindi nella Guerra filippino-americana. Unitosi alle forze di Emilio Aguinaldo, si contraddistinse per i suoi successi in campo militare tra i quali l'assalto alle caserme spagnole nella municipalità di Paombong, la vittoria nelle prime fasi del conflitto di Quinga e l'ultima resistenza nella battaglia di Tirad Pass contro gli statunitensi. Quest'ultima lo portò infine alla morte ma consentì di ritardare, seppur solo temporaneamente, l'avanzata delle truppe americane verso il nord di Luzon. Fu soprannominato il "Ragazzo Generale" per via della sua giovane età.
Suo zio, Marcelo Hilario del Pilar, fu anch'egli una nota figura che si oppose al dominio spagnolo.

## Biografia

### I primi anni
Nato il 14 novembre 1875 da Fernando H. del Pilar e Felipa Sempio di Bulacan, del Pilar era il nipote del propagandista Marcelo H. del Pilar e Toribio H. del Pilar, che fu esiliato a Guam per il suo coinvolgimento nell'ammutinamento di Cavite.
"Goyo", nome con cui egli era conosciuto, ha studiato all'Ateneo dell'Università di Manila, dove si è laureato nel 1896, all'età di 20 anni. 

### La lotta contro gli spagnoli
Quando la rivoluzione filippina contro le leggi spagnole scoppiò in agosto sotto il comando di Andrés Bonifacio, del Pilar si è unito ai ribelli. Si è distinto come comandante sul campo mentre combatteva le guarnigioni spagnole a Bulacan.

Ritratto di Gregorio del Pilar

Più tardi si è unito al generale Emilio Aguinaldo, che aveva preso il controllo del movimento, a Hong Kong dopo la tregua di Biak-na-Bato.

### Il "Ragazzo generale"
Nel 1896, durante la Guerra ispano-americana, Aguinaldo tornò alle Filippine e stabilì il governo della Prima Repubblica filippina. Egli nominò la sezione di del Pilar leader delle forze a Bulacan e a Nueva Ecija. Il 1º giugno, del Pilar arrivò a Bulacan con i fucili comprati a Hong Kong, mettendo rapidamente sotto assedio le forze spagnole nella provincia. Quando gli spagnoli si arresero a del Pilar, egli portò i suoi uomini a Caloocan, per aiutare le altre truppe che lottavano contro gli spagnoli in quelle regioni, fino alla loro sconfitta nel 1898.
Nel maggio 1898 fu nominato governatore della provincia di Bulacan, e nel settembre dello stesso anno promosso brigadier generale.

### L'occupazione statunitense
Quando la Guerra filippino-americana scoppiò nel febbraio 1899, del Pilar portò le sue truppe ad una breve vittoria sul sindaco Franklin Bell nella prima fase della Battaglia di Quinga il 23 aprile 1899, dove le sue forze scacciarono una carica di cavalleria e uccisero il rispettato colonnello John M. Stotsenburg, che dava il nome originario alla base aerea Clark Air Base (chiamata in origine "Fort Stotsenburg").

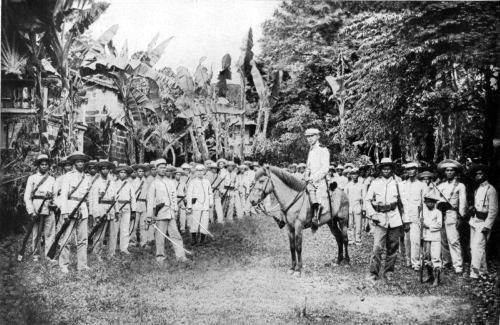
Il generale del Pilar con le sue truppe durante la guerra contro gli americani

Dopo una serie di scontri contro gli americani nell'ottobre 1899 le forze Filippine dovettero ritirarsi verso il nord del paese.

### Morte
Il 2 dicembre 1899, del Pilar guidò 60 soldati filippini della retroguardia di Aguinaldo nella Battaglia del Passo di Tirad contro il "Reggimento Texas", il 33º reggimento fanteria degli Stati Uniti guidato da Peyton C. March. L'azione, per temporeggiare e coprire il ritiro di Aguinaldo, durò cinque ore e finì con la morte di del Pilar per una pallottola nel collo (all'apice o alla fine della battaglia, a seconda dei racconti dei testimoni oculari). Il corpo di del Pilar fu rovinato e saccheggiato dai soldati americani vittoriosi.
Il corpo di del Pilar restò non sepolto per giorni, esposto agli elementi. Mentre stava rintracciando il sentiero, un ufficiale americano, LT. Dennis P. Quinlan, diede al corpo una sepoltura tipica dell'esercito americano. Sulla lapide di del Pilar, Quinlan scrisse "Un Ufficiale e un Gentiluomo".
Nel 1930, il corpo di del Pilar venne riesumato e fu identificato dal dente d'oro e dall'apparecchio dentale che aveva installato durante l'esilio a Hong Kong.

## Media
Nel 1995 la sua vita fu raccontata nel film "Tirad Pass: The Last Stand of General Gregorio del Pilar".
Un documentario sulla sua vita è stato trasmesso nel tredicesimo episodio del TV show filippino Case Unclosed.
Nel 2018 Netflix ha prodotto un film sulla parte finale della sua vita dal titolo Goyo: The Boy General.

## Monumenti commemorativi
- La Fort Del Pilar, casa dell'Accademia Militare Filippina a Baguio, porta il suo nome.
- Nel 1944, la repubblica filippina del Presidente Jose P. Laurel, sponsorizzata dai giapponesi, istituì la Medaglia di Tirad Pass, che commemorava la battaglia e il sacrificio di del Pilar, Un busto del generale del Pilar occupa il diritto della medaglia. Questa medaglia fu l'unico premio istituito per riconoscere il servizio al governo Laurel durante l'occupazione giapponese.
- Nel 1955, la municipalità di Gregorio del Pilar, Ilocos Sur (prima chiamata "Concepcion") porta il suo nome.